# Каргат
Каргат (на руски: Каргат) е град в Русия, административен център на Каргатски район, Новосибирска област. Населението на града към 1 януари 2018 година е 9370 души.

## История
Селището е основано през 18 век година, през 1965 година получава статут на град.

## География
Градът е разположен по брега на река Каргат, на 177 км от град Новосибирск.